# Cleveland Rams 1940
La stagione 1940 dei Cleveland Rams è stata la quinta della franchigia nella National Football League, la sesta complessiva. Per il secondo anno consecutivo Johnny Drake guidò la NFL con 9 touchdown su corsa.

## Scelte nel Draft 1940
| Scelte dei Rams nel Draft 1940 |                 |           |       |                   |
| Giro                           | Scelta          | Giocatore | Ruolo | College           |
| 1                              | Olie Cordill    | 5         | WB    | Rice              |
| 2                              | Merl Condit     | 15        | HB    | Carnegie Mellon   |
| 3                              | Jack Haman      | 20        | C     | Northwestern      |
| 4                              | Bobby Wood      | 30        | T     | Alabama           |
| 5                              | Park Myers      | 35        | T     | Texas             |
| 6                              | Ken Heineman    | 45        | TB    | Texas-El Paso     |
| 7                              | Bob Nowaskey    | 55        | E     | George Washington |
| 8                              | Bob Anahu       | 65        | E     | Santa Clara       |
| 9                              | Wilfred Thorpe  | 75        | G     | Arkansas          |
| 10                             | Herb Smith      | 85        | B     |                   |
| 11                             | Boyd Clay       | 95        | T     | Tennessee         |
| 12                             | Shag Goolsby    | 105       | C     | Mississippi St.   |
| 13                             | Jack Gregory    | 115       | G     | Tenn-Chattanooga  |
| 14                             | Pete Bogden     | 125       | E     | Utah              |
| 15                             | Owen Goodnight  | 135       | HB    | Hardin-Simmons    |
| 16                             | Morris Kohler   | 145       | B     | Oregon St.        |
| 17                             | Jack Nix        | 155       | WB    | Mississippi St.   |
| 18                             | Ralph Stevenson | 165       | G     | Oklahoma          |
| 19                             | Dante Magnani   | 175       | HB    | St. Mary's (CA)   |
| 20                             | Luke Lindon     | 185       | T     | Kentucky          |

## Calendario
| Stagione regolare |                      |           |
| Turno             | Avversario           | Risultato |
| 1                 | Philadelphia Eagles  | V 21–13   |
| 2                 | at Detroit Lions     | S 6–0     |
| 3                 | Chicago Bears        | S 21–14   |
| 4                 | at Green Bay Packers | S 31–14   |
| 5                 | Chicago Cardinals    | V 26–14   |
| 6                 | at Chicago Cardinals | S 17–7    |
| 7                 | Detroit Lions        | V 24–0    |
| 8                 | at New York Giants   | V 13–0    |
| 9                 | at Brooklyn Dodgers  | S 29–14   |
| 10                | at Chicago Bears     | S 47–25   |
| 11                | Green Bay Packers    | P 13–13   |

## Classifiche
| NFL Western Division |   |   |   |      |       |     |     |     |
|                      | V | S | P | %    | DIV   | PF  | PS  | STR |
| Chicago Bears        | 8 | 3 | 0 | .727 | 6–2   | 238 | 152 | V2  |
| Green Bay Packers    | 6 | 4 | 1 | .600 | 4–3–1 | 238 | 155 | P1  |
| Detroit Lions        | 5 | 5 | 1 | .500 | 4–3–1 | 138 | 153 | S1  |
| Cleveland Rams       | 4 | 6 | 1 | .400 | 2–5–1 | 171 | 191 | P1  |
| Chicago Cardinals    | 2 | 7 | 2 | .222 | 2–5–1 | 139 | 222 | S3  |

Nota: I pareggi non venivano conteggiati ai fini della classifica fino al 1972.